# 松山市立東中学校
松山市立東中学校（まつやましりつ ひがしちゅうがっこう）は、愛媛県松山市にある公立中学校。

## 所在地
〒790-0826
愛媛県松山市文京町2番2号

## 沿革
- 1983年4月1日 - 松山市立城東中学校および御幸中学校を統合し、御幸中の敷地内に松山市立東中学校を設立。
- 1984年3月10日 - 本館、北校舎、武道場等の落成式。

## 校区
- 松山市

旭町、一番町1〜4丁目、大街道1〜3丁目、歩行町1・2丁目、勝山町1・2丁目、河原町、北立花町、北持田町、喜与町1・2丁目、此花町、三番町1〜6丁目、東雲町、昭和町、新立町、千舟町1〜6丁目、築山町、道後一万、道後今市、中一万町、永木町1・2丁目、西一万町、錦町、二番町1〜4丁目、花園町、東一万町、平和通1・2丁目、堀之内、丸之内、御宝町、緑町1・2丁目、湊町1〜6丁目、南堀端町、南町1・2丁目、南持田町、持田町2〜4丁目、紅葉町、柳井町1〜3丁目、湯渡町、若草町